# Hydropsyche abyssinica
Hydropsyche abyssinica är en nattsländeart som beskrevs av Douglas E. Kimmins 1963. Hydropsyche abyssinica ingår i släktet Hydropsyche och familjen ryssjenattsländor. Inga underarter finns listade i Catalogue of Life.